# Lạch Traystadion
Het Lạch Traystadion (Vietnamees: Sân vận động Lạch Tray) is een multifunctioneel stadion in Hải Phòng, een stad in Vietnam. Tussen 1957 en 1977 werd dit stadion Trung tamstadion (in het Vietnamees sân vận động Trung tâm) genoemd. 
Het stadion wordt vooral gebruikt voor voetbalwedstrijden, de voetbalclub Haiphong FC maakt gebruik van dit stadion. In het stadion is plaats voor 28.000 toeschouwers. Het stadion werd geopend in 1958. In 1959 werd het stadion gerenoveerd, in 1977 kwam er nieuwe verlichting. In 2003 was er weer een renovatie.